# ساي فاي
ساي فاي أو قناة الخيال العلمي (بالإنجليزية: Syfy)، قناة تلفزيونية أمريكية. مملوكة من قبل شركة NBC Universal، شركة فرعية من مؤسسة كومكاست. تعرض القناة برامج ومُسلسلات خيال علمي، فنتازيا، رعب، ما وراء الطبيعة، دراما و برامج الواقع.
أعتباراُ من فبراير، 2015، 94,800,000 مليون أسرة في الولايات المتحدة (81.4% من الاسر التي تمتلك تلفاز) يتلقون بث قناة ساي فاي.

## برامج القناة

### برامج أصلية
- ستارغيت إس جي 1 (1997 - 2007)[3][4]
- باتلستار غالاكتيكا (2003 - 2009)[5][6]
- يوريكا (2006 - 2012)[7][8]
- ستارغيت يونيفرس (2009 - 2011)[9][10]
- زي نيشن (2014 - الآن)
- 12 قرداً (2015 - الآن)
- الفسحة (2015 - الآن)

## وصلات خارجية
- ساي فاي على موقع IMDb (الإنجليزية)

- الموقع الرسمي
- SyFy Games
- Syfy في قاعدة بيانات الأفلام على الإنترنت